# Tregczod
Tregczod, tregczie (Wylie: khregs-chod) – jedna z zaawansowanych praktyk medytacyjnych w tybetańskiej tradycji dzogczen. Termin ten znaczy dosłownie "swobodne odcięcie", a polega na pozostawaniu w stanie kontemplacji w pierwotnej, naturalnie czystej esencji umysłu, określanej mianem kunszi.  